# Víctor Canicio Chimeno
Víctor Canicio Chimeno (Barcelona, 1937 - San Carlos de la Rápita, 2019) fue un escritor y profesor de lengua española en la Universidad de Heidelberg.

## Reseña biográfica
Nació en Barcelona durante la Guerra Civil. Sus primeros estudios los realizó con los jesuitas de Tortosa. Cursó estudios de Medicina en Barcelona y Zaragoza.
Emigró a Alemania en la década de los 60. Trabajó en diferentes oficios y fábricas como podemos constatar en sus obras ¡Contamos contigo! (Krónicas de la emigración) (1972) que contó con ilustraciones de Perich y Pronto sabré emigrar (1974).
El 2005 consiguió el premio de novela Kutxa Ciudad de Irún con Hans Pataka. También fue notoria su labor como traductor, con los clásicos de la literatura infantil y juvenil germánica Max y Moritz y Pedro Melenas. Tradujo a Heinrich Böll y Peter Handke, entre otros.
Trabajó en Institutos de Secundaria y en la Universidad de Heildelberg como profesor de español. 

### Libros
- ¡Contamos contigo! (Krónicas de la emigración) Barcelona: Laia, 1972.
- Pronto sabré emigrar. Barcelona: Laia, 1974.
- Hans Pataka. San Sebastián: Fundación Kutxa, 2005.
- El congreso de los metagastrónomos. Sardañola del Vallés: Montflorit, 2009.
- Entre la endeca y la alejandra, últimos poemas. Tierras del Ebro: Editorial Petròpolis, 2020.

### Traducciones
- Günter Herburger. Nuevas aventuras de Bombilla. Traductor: Víctor Canicio. Barcelona: Laia, 1979.
- Peter Handke. El peso del mundo. Un diario 1975-1977. Traductores: Víctor Canicio y Carmen Baranda. Barcelona: Laia, 1981.
- Heinrich Böll. Diario irlandés. Traductor: Víctor Canicio. Barcelona: Laia, 1981.
- Heinrich Hoffmann. Pedro Melenas: Historias muy divertidas y estampas aún más graciosas. (Título original: Der Struwwelpeter). Traductor: Víctor Canicio. Palma de Mallorca: José J. de Olañeta, 1987.
- Wilhelm Busch. Max y Moritz : una historieta en siete travesuras. Traductor: Víctor Canicio. Madrid: Impedimenta, 2012.